# Rue Descartes (revue)
Pour les articles homonymes, voir Rue Descartes.
Rue Descartes est une revue trimestrielle française de philosophie diffusée par le Collège international de philosophie et éditée aux Presses universitaires de France (PUF) jusqu'en 2010. Elle est depuis cette date disponible gratuitement en ligne.